# Lord Reay
Lord Reay è un titolo ereditario della nobiltà inglese della parìa scozzese. Lord Reay (pronounciato "ray") è un titolo ereditario affidato al capo del Clan Mackay, le cui terre si trovavano a Strathnaver nell'area nord-ovest del Sutherland, area conosciuta anche col nome Reay Country. Il territorio venne venduto ai Conti di Sutherland sul finire del XVIII secolo.

## Storia
Il titolo venne creato nel 1628 per il soldato Sir Donald Mackay, I baronetto. Egli era già stato creato Baronetto, di Far, nella Baronettìa della Nuova Scozia. Egli venne succeduto da suo figlio, il secondo lord, che combatté nelle file dei realisti nella Guerra civile inglese. Alla morte del suo pro-pro-pro-pronipote, il IX lord, la linea primogenita si estinse. L'ultimo lord venne succeduto da un suo cugino, il X lord. Egli era il figlio di Barthold John Christian Mackay (che era stato creato Barone Mackay di Ophemert e Zennewijnen nei Paesi Bassi nel 1822), il pronipote di Hon. Aeneas Mackay, un generale di brigata dell'esercito olandese era figlio secondogenito del secondo lord. Lord Reay era cittadino olandese e prestò servizio come ministro del governo dei Paesi Bassi. Suo figlio, l'XI lord, divenne cittadino britannico nel 1877 e quattro anni più tardi venne creato Barone Reay, di Durness nella contea di Sutherland, nella Parìa del Regno Unito. Lord Reay divenne poi governatore di Bombay, Sottosegretario di Stato per l'India sotto il governo liberale di Lord Rosebery e Lord Luogotenente di Roxburghshire.
Alla sua morte la baronìa inglese divenne estinta mentre venne succeduto negli altri suoi titoli da suo cugino, il XII lord. Egli era figlio del barone Aeneas Mackay (1806–1876) (politico olandese che era stato creato Barone Mackay nei Paesi Bassi nel 1858), figlio di Johan Francois Hendrik Jakob Ernestus Mackay, fratello del X lord Reay. Egli fu anche cittadino olandese. Ad ogni modo suo figlio, il XIII lord, divenne cittadino britannico nel 1938 e successivamente ottenne un seggio alla Camera dei Lords come pari di Scozia. Attualmente il titolo è detenuto dal figlio di quest'ultimo, il XIV lord il quale è membro del parlamento europeo e già fu tra i conservatori nei governi di Margaret Thatcher e John Major. Lord Reay continua ad essere membro della Camera dei Lords anche dopo l'House of Lords Act del 1999.

## Lords Reay (1628)
- Donald Mackay, I lord Reay (1591–1649)
- John Mackay, II lord Reay (m. 1681)
- George Mackay, III lord Reay (1678–1748)
- Donald Mackay, IV lord Reay (m. 1761)
- George Mackay, V lord Reay (c. 1735–1768)
- Hugh Mackay, VI lord Reay (m. 1797)
- Eric Mackay, VII lord Reay (1773–1847)
- Alexander Mackay, VIII lord Reay (1775–1863)
- Eric Mackay, IX lord Reay (1813–1875)
- Aeneas Mackay, X lord Reay (1806–1876)
- Donald James Mackay, XI lord Reay (1839–1921)
- Eric Mackay, XII lord Reay (1870–1921)
- Aeneas Alexander Mackay, XIII lord Reay (1905–1963)
- Hugh William Mackay, XIV lord Reay (n. 1937)

L'erede apparente è il figlio del detentore, Æneas Simon Mackay, maestro di Reay (n. 1965)
L'erede dell'erede apparente è il figlio di quest'ultimo, Alexander Shimi Markus Mackay (n. 2010).